# James Model 9 5/6 HP
Het James Model 9 5/6 HP was een motorfietsmodel dat het Britse merk James produceerde in 1919 en 1920. 

## Voorgeschiedenis
Na een mislukte opstart in de eerste jaren van de jaren nul van de 20e eeuw en het redelijke succes van de bijzondere Safety-modellen was rijwielfabrikant James in 1911 begonnen met de productie van meer conventionele motorfietsen, de James 3½ HP-modellen. Dat waren eencilinder zijklepmotoren van 558 cc die werden geleverd als toermodel, sportmodel, zijspantrekker of zelfs als complete zijspancombinatie. In 1915 verscheen echter ook een 50° V-twin, het James Model 7 Twin Solo 3½ HP, dat als sportmotor was bedoeld. De taak van zijspantrekker werd vanaf 1914 overgenomen door de 600cc-eencilinder-James 4½ HP-modellen. James was binnen enkele jaren een "gezien" merk geworden. Het was een van de weinige Britse merken die tijdens de Eerste Wereldoorlog nog mochten produceren, zij het voor de Britse, Belgische, Franse en Russische troepen.
In 1919 leverde James motorfietsen voor alle categorieën rijders: het lichte tweetaktmodel 8 Lightweight, het sportieve Model 7 Twin Solo en het zware toermodel/zijspantrekker Model 6 4½ HP, allemaal met motorblokken die in eigen beheer waren ontwikkeld en geproduceerd. 

## Model 9 5/6 HP
Het model 9 uit 1919 was eigenlijk een tussenmodel. Het was ook een 50° V-twin, maar zowel de boring als de slag weken af van die van het Model 7. Het Model 9 was ook veel meer bedoeld als zwaar toermodel annex zijspantrekker. Het was uitgerust met een velgrem in het voorwiel en een trommelrem in het achterwiel. De klant kon kiezen uit carburateurs van de huisleveranciers van James: Brown & Barlow, Amac en Senspray. De flattank bevatte 2 gallons (9 liter) benzine en in een apart compartiment ruim 1 liter smeerolie voor de total loss smering. De machine was verder uitgerust met een bagagedrager met twee gereedschapstasjes, zowel een voor- als een achterwielstandaard, een Lycett-panzadel en kettingkasten voor zowel de primaire- als de secundaire ketting. Ze had een voetbediende koppeling, een handbediende drieversnellingsbak met kickstarter en een geveerde transmissiedemper in de achternaaf.
Na 1920 ging het Model 9 uit productie, maar het werd opgevolgd door het nog zwaardere 750cc-Model 10, eveneens een V-twin.